# Mjukskinn
Mjukskinn (Cylindrobasidium evolvens) är en svampart som först beskrevs av Elias Fries, och fick sitt nu gällande namn av Jülich 1974. Mjukskinn ingår i släktet Cylindrobasidium och familjen Physalacriaceae.  Arten är reproducerande i Sverige. Inga underarter finns listade i Catalogue of Life.